# Горовиц, Шмелке
Шмуэль Шмелке Ха-Лейви Горовиц из Никольсбурга (1726, Чортков — 28 апреля 1778, Никольсбург) (идиш שמואל שמעלקא הלוי הורוויץ‎) — каббалист и хасидский раввин (цадик), которого считают одним из духовных лидеров поколения.

## Биография
Шмелке был старшим братом Пинхаса Горовица, оба брата входили в число учеников раввина Дова-Бера из Межирича. C 1754 года он был раввином в Рычивуле (сельский округ Козеницкой волости), а с 1766 в городе Сенява. В 1773 году до самой своей смерти был раввином моравского города Никольсбурга, сначала председателем раввинского суда (бейт дина), а потом — главным раввином Моравии.
Назначению Шмелке главным раввином сильно противилась еврейская община Моравии, но его утвердила императрица Мария Терезия, решающую роль сыграли его хасидские увлечения и приверженность к ортодоксальному иудаизму, хотя ему не хватало знаний немецкого языка и австрийских законов.
Шмелке из Никольсбурга прославился как один из первых хасидских раввинов, который планомерно и методично работал с большим количеством учеников. О нём осталось много легенд, которые приписывали ему чудеса. Однако он не перенял хасидизма в полном объёме как Бааль Шем Тов. Он сплотил вокруг себя группу молодых учеников, которых посвящал в основы хасидизма, вёл однако аскетичную жизнь, почти не выходя из дома и мало контактируя с людьми, выражая протест против лёгкого и широкого стиля жизни, присущего хасидам того времени.
Шмелке основал иешиву, в которой были воспитаны многие выдающиеся ученики. В частности, там учились Яаков Ицхак из Люблина, Менахем-Мендл из Рыманова, Исроель Гопштайн, Мордехай Бенат и Моше-Лейб из Сасова. Самым известным учеником Шмелке был Леви Ицхак из Бердичева.